# Bärbel Wardetzki
Bärbel Wardetzki (* 1952 in Berlin) ist eine deutsche Psychotherapeutin. Ausgebildet in Psychologie und Gestalttherapie, ist sie außerdem als Supervisorin, Coach, Referentin und Autorin von Sachbüchern tätig.

## Leben und Wirken
Wardetzki übersiedelte im Alter von zehn Jahren mit ihrer Familie von Berlin nach München und lebt seitdem in Bayern. In ihrer Kindheit starben ihre Zwillingsschwester und ihr Vater. Nach dem Abitur studierte sie zunächst Pädagogik und dann Psychologie an der Universität München. Ab 1981 ließ sie sich in Gestalttherapie bei Miriam und Erving Polster in La Jolla (Kalifornien) ausbilden.
1983 begann ihre Berufstätigkeit als Psychotherapeutin. Neun Jahre arbeitete sie in der Psychosomatischen Klinik Bad Grönenbach. Insbesondere durch ihren Umgang mit Bulimie-Patientinnen – seinerzeit therapeutisches Neuland – kristallisierten sich hier bereits ihre Lebensthemen heraus. Sie bildeten auch die Grundlage für ihre Dissertation 1989 und zwei Jahre später für ihr erstes Buch unter dem Titel „Weiblicher Narzissmus. Der Hunger nach Anerkennung“.
Seit 1992 hat Wardetzki eine eigene Praxis in München. Ihrem schriftstellerischen Erstling folgten in regelmäßigen Abständen weitere Bücher und Artikel nach. Zusätzlich ist sie als Supervisorin, Coach und Referentin tätig und ist als Expertin im Fernsehen und Rundfunk zu Gast.

## Arbeitsschwerpunkte
Arbeitsschwerpunkte sind Narzissmus, Sucht- und Essstörungen, Selbstwert- und Beziehungsprobleme und Kränkung.

### Narzissmus
Der Selbstwert des Menschen ist Ausgangspunkt für Wardetzkis Überlegungen zum Narzissmus, dessen Basis in der Regel schon früh, bzw. in der Kindheit, gelegt werde. Laut Wardetzki hat unsere moderne Gesellschaft den Narzissmus ein wenig vom Ruch des „Kranken“ befreit und damit hoffähig gemacht, wobei er durch bestimmte Entwicklungen begünstigt werde. Als Beispiele nennt sie die zu Selbstdarstellung und -überhöhung einladenden sozialen Netzwerke sowie das unserer Leistungsgesellschaft inhärente Konkurrenzdenken. Für den Typus des narzisstischen Menschen, der aus mangelndem grundsätzlichem Selbstwertgefühl immer darauf aus sei, besser sein zu wollen als Andere, füge es zum inneren Druck noch den äußeren hinzu. In diesem Zusammenhang mahnt Wardetzki die Eltern, ihre Erwartungshaltung an die Kinder zu überprüfen, damit die Anforderungen an die Leistungen nicht auf Kosten der Emotionalität und des inneren Friedens zu hoch gesetzt würden.
Wardetzki appelliert an den mündigen Bürger, sich selbstkritisch zu hinterfragen, warum und wem er politischen Verantwortung überlasse. Auch in einigen demokratischen Ländern werde in jüngerer Zeit vermehrt nach einem „starken Mann“ an der Spitze verlangt: nach einer oft charismatischen Person, die sich betont tatkräftig und selbstsicher gibt und empathisch erkenne, was sie Leuten versprechen müsse, um gewählt zu werden, nämlich die Befriedigung narzisstischer Bedürfnisse wie Sicherheit, Beachtung, Stärke und Würde. Dass solch eine narzisstische Führungsperson meist viel verspricht, und zwar unabhängig davon, ob es erreichbar ist, dass sie zwar das Gemeinwohl betont, letztlich aber nur das eigene Ego befriedige, erkenne der „bedürftige“ (defizitäre) Wähler meist zu spät oder gar nicht.

### Kränkung
Wardetzkis zweites großes Arbeitsthema „Kränkungen“ schließt sich organisch an die Beschäftigung mit Narzissmus an, da narzisstische Menschen in aller Regel sehr kränkbar seien. Wardetzki unterscheidet die gängigen Reaktionsmuster auf Kränkungen grob in eher defensive und offensive Strategien. Eine der defensiven sei, die Kränkung nicht wahrzunehmen oder zu verdrängen, eine andere der bewusste Rückzug, meist in Verbindung mit Selbstmitleid. Die offene Strategie sei die der sofortigen „Vergeltung“, des Zurückschlagens, verbal oder mit körperlicher Gewalt, um über Rache sein angeschlagenes Selbstwertgefühl wieder aufzubauen. Wardetzki sieht in beiden Varianten keine Lösung des Problems, da der sich im Betroffenen selbst festsetzende Unfrieden mit dem Anderen auch zum Unfrieden mit sich selbst führe und damit zu neuen Konflikten und Kränkungen.
Stattdessen sei die Akzeptanz der erfolgten Kränkung ein wichtiger Schritt sowie die innere Klärung des eigenen „wunden Punktes“, da oft die Ursache für ein Kränkungsgefühl nicht die aktuelle Verletzung, sondern eine ältere, „unverheilte Wunde“ sei, die angerührt und getriggert werde. Diese zu kennen bewirke zumeist schon, dass man sich weniger ohnmächtig fühle und weniger heftig reagiere, was aber nicht bedeute, dass man sich nicht über das abwertende Verhalten des Anderen ärgern und dagegen wehren dürfe. Abgesehen von bestimmten, traumatisch bedingten Extremsituationen, die eine Versöhnung für den Moment unmöglich machten, könne und solle der Gekränkte im Normalfall die Auseinandersetzung mit dem Kränkenden suchen. Der „Königsweg“ zur Überwindung einer Kränkung sei letztlich die Stärkung des Selbstwertgefühls sowie die Versöhnung mit dem Anderen wie auch mit sich selbst. Voraussetzung dafür seien Mitgefühl und Verständnis.

## Veröffentlichungen (Auswahl)
- Weiblicher Narzissmus. Der Hunger nach Anerkennung. Kösel Verlag, München 1991; 19. überarbeitete Auflage 2007, ISBN 978-3-466-30765-4.
- „Iss doch endlich mal normal.“ Hilfen für Angehörige von essgestörten Mädchen und Frauen. Kösel Verlag, München 1995, ISBN 3-466-30406-7.
- Ohrfeige für die Seele. Wie wir mit Kränkung und Zurückweisung besser umgehen können. Kösel, 2000, ISBN 3-466-30569-1; dtv, München 2004, ISBN 3-423-34057-6.
- Mich kränkt so schnell keiner! Wie wir lernen, nicht alles persönlich zu nehmen. dtv, München 2005, ISBN 3-423-34173-4.
- Kränkungen am Arbeitsplatz. Strategien gegen Missachtung, Gerede und Mobbing. Kösel, München 2005, ISBN 3-466-30702-3.
- Eitle Liebe. Wie narzisstische Beziehungen scheitern oder gelingen können. Kösel Verlag, München 2010, ISBN 978-3-466-30862-0.
- Nimm´s bitte nicht persönlich. Der gelassene Umgang mit Kränkungen. Kösel Verlag, München 2012, ISBN 978-3-466-30970-2.
- Souverän und selbstbewusst. Der gelassene Umgang mit Selbstzweifeln. Kösel Verlag, München 2014, ISBN 978-3-466-31028-9.
- Blender im Job. Vom klugen Umgang mit narzisstischen Chefs, Kollegen und Mitarbeitern. Scorpio Verlag, München 2015, ISBN 978-3-95803-000-8.
- Narzissmus, Verführung und Macht in Politik und Gesellschaft. Europa Verlag, 2017, ISBN 978-3-95890-134-6.
- Und das soll Liebe sein? Wie es gelingt, sich aus einer narzisstischen Beziehung zu befreien. dtv premium, 2018, ISBN 978-3-423-26189-0.
- Loslassen und dranbleiben. Wie wir Veränderungen mutig begegnen. Kösel Verlag, München 2019, ISBN 978-3-466-34703-2.
- Ist es noch Selbstliebe oder schon Narzissmus? Den weiblichen Narzissmus verstehen und überwinden, Kösel Verlag, München 2023